# Leidsch Dagblad
Het Leidsch Dagblad is een regionaal dagblad dat in de regio Leiden, de Rijn- en Veenstreek en de Duin- en Bollenstreek.verschijnt. Het is een van de regionale titels van Mediahuis Nederland.

## De krant
De krant verschijnt alle dagen behalve zondag en bestaat uit een katern met binnen- en buitenlands nieuws en een regiokatern. Dit laatste wordt gemaakt op de redactie in Leiden en werd tot 1 mei 2018 in drie edities verspreid, elk met een eigen voorpagina, afhankelijk van de locatie: Leiden en omgeving, Duin- en Bollenstreek en Rijn- en Veenstreek. Deze laatste editie werd op 1 mei 2018 opgeheven; de abonnees in deze regio ontvangen sindsdien de editie Leiden en omgeving. De editie Duin- en Bollenstreek heeft een regiokatern dat daarvan afwijkt.
De krant schrijft ook over regionale, landelijke en internationale sport en culturele activiteiten. In het weekeinde wordt het magazine Vrij bijgevoegd.

## Geschiedenis
Het Leidsch Dagblad werd opgericht door Albertus Willem Sijthoff (1829-1913). Het eerste exemplaar verscheen op 1 maart 1860 en kostte toen 3 cent. In 1882 bedroeg de oplage 4.280 exemplaren.
Sijthoff was ook grondlegger van Het Vaderland, de Haagsche Courant en het Rotterdams Nieuwsblad. Zesentwintig jaar na de oprichting trok hij zich terug en werd opgevolgd door zijn zoon George Henri Sijthoff, die tot zijn overlijden in 1917 directeur was.
De krant verscheen niet van 1943 tot 1945, omdat de Duitse bezetters een nationaalsocialistische hoofdredacteur eisten. Op 1 januari 1980 fuseerde het Leidsch Dagblad met Damiate Pers in Haarlem, dat het Haarlems Dagblad, Beverwijkse courant en De Typhoon uitgaf.
In 1992 werd de van oorsprong katholieke Leidse Courant, het andere dagblad in de Leidse regio, opgeheven. De abonnees ontvingen vanaf dat moment het Leidsch Dagblad. Een handvol redacteuren van de voormalige concurrent maakte de overstap naar het Leidsch Dagblad.
Eveneens in 1992 kregen Haarlems Dagblad en Leidsch Dagblad één gezamenlijke hoofdredactie. Een jaar eerder werd de krantendrukkerij in Leiden al gesloten. In 1993 werd de Hollandse Dagbladcombinatie (Noordhollands Dagblad, Haarlems Dagblad en Leidsch Dagblad) overgenomen door De Telegraaf. Ook werd in dat jaar bij de krant een ombudsman aangesteld. De uitgave van het kopblad Alphens Dagblad werd gestaakt.
De krant is sinds 2017 in handen van Mediahuis Nederland. De redactie is gecombineerd met die van Noordhollands Dagblad, Haarlems Dagblad, IJmuider Courant, Dagblad Kennemerland en De Gooi- en Eemlander. Algemeen hoofdredacteur is sinds 2020 Corine de Vries.
Sinds 2004 is het Leidsch Dagblad een ochtendkrant. Per 13 april 2013 ging de krant over van broadsheet op tabloidformaat.

## Behuizing
A.W. Sijthoff betrok in 1852 een nieuw pand voor zijn drukkerij aan de Koepoortsgracht (sinds 1884 Doezastraat 1) te Leiden. Hier werd later ook de redactie van het Leidsch Dagblad gevestigd. Het enkele malen aangepaste pand staat er nog steeds en is in gebruik als Cultuurhuis Sijthoff Doezastraat.
In opdracht van directeur Sijthoff ontwierp architect Willem Dudok speciaal voor de krant het pand Witte Singel 1 op de hoek met de Haagweg. Het werd in 1917 door redactie en drukkerij betrokken. Ook dit pand bestaat nog en is bezienswaardig, onder meer vanwege de door W.C. Brouwer ontworpen ornamenten, die samen met de glas-in-loodramen reflecteren op de functie van het gebouw en de krant in het algemeen. Zo verwijzen de hanen aan de buitenzijde van het gebouw naar het nieuws dat in alle vroegte wordt verspreid. Aan de zijkanten van de hoofdingang verbeeldt Brouwer in aardewerk de werkzaamheden van de journalist: spreken en schrijven. De ramen in de grote zaal beneden tonen drie aspecten van de krant: kritiek, nieuws en advertentie. Sierlijke smeedijzeren letters gaven (toen) de naam van de krant aan én de ingang naar de ‘tijdingzaal’. Hier kon het publiek het laatste nieuws alvast lezen.
Op 15 april 1991 werd de drukkerij gesloten. De krant werd voortaan in Haarlem gedrukt bij de drukkerij van Haarlems Dagblad. Enige tijd later verliet ook de redactie het pand aan de Witte Singel om in afgeslankte vorm te verhuizen naar Rooseveltstraat 82. In 2008 verhuisde de redactie naar de 3e Binnenvestgracht 23 te Leiden. Eind 2015 verhuisde men wederom, nu naar Rooseveltstraat 12 te Leiden, en eind 2018 naar Schuttersveld 9.
In het oude gebouw van het Leidsch Dagblad aan de Witte Singel is sinds 2000 het Kantongerecht Leiden gevestigd.

## Fotogalerij

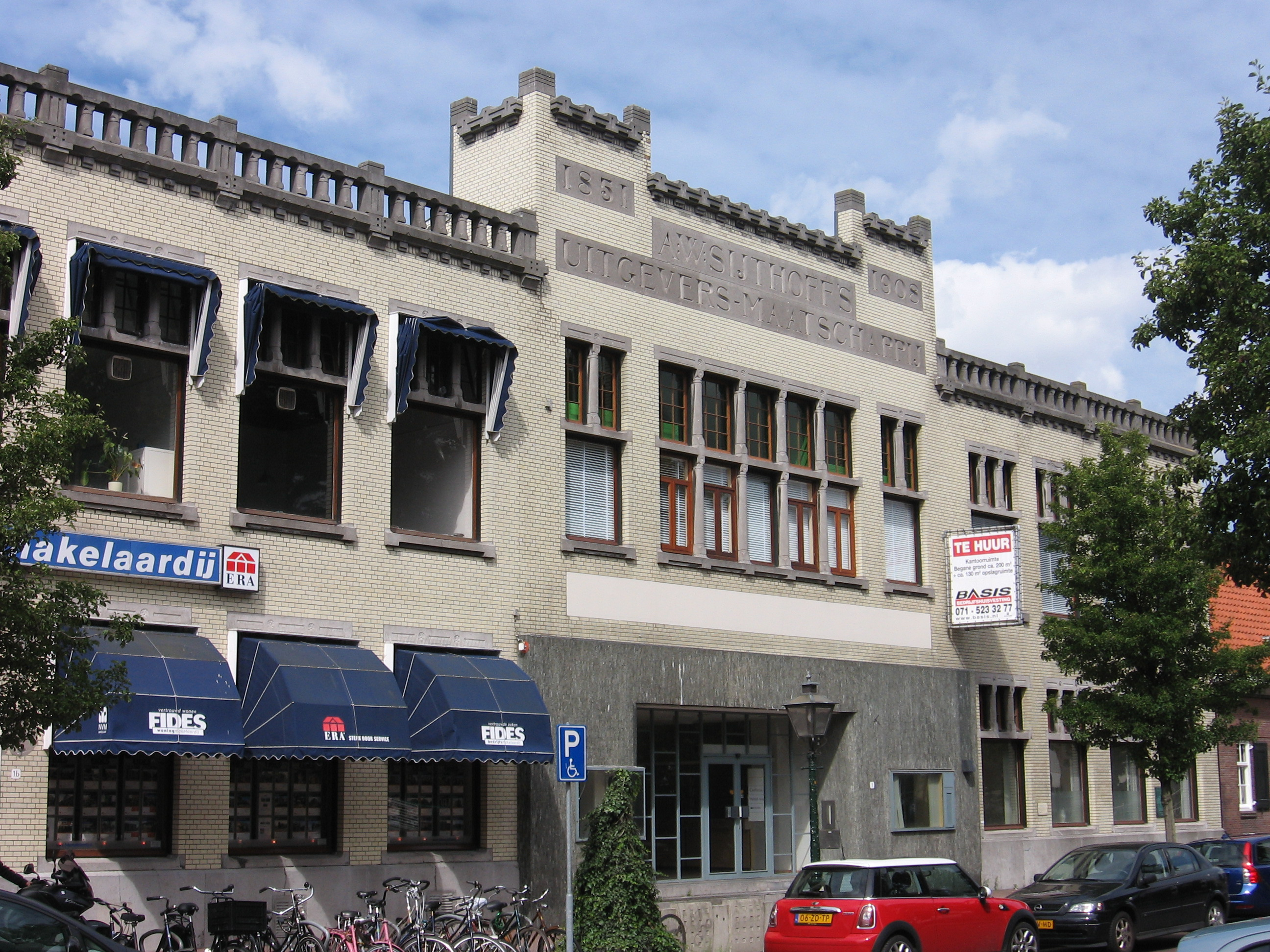
Drukkerij Sijthoff in de Doezastraat (Leidsch Dagblad 1852-1917)
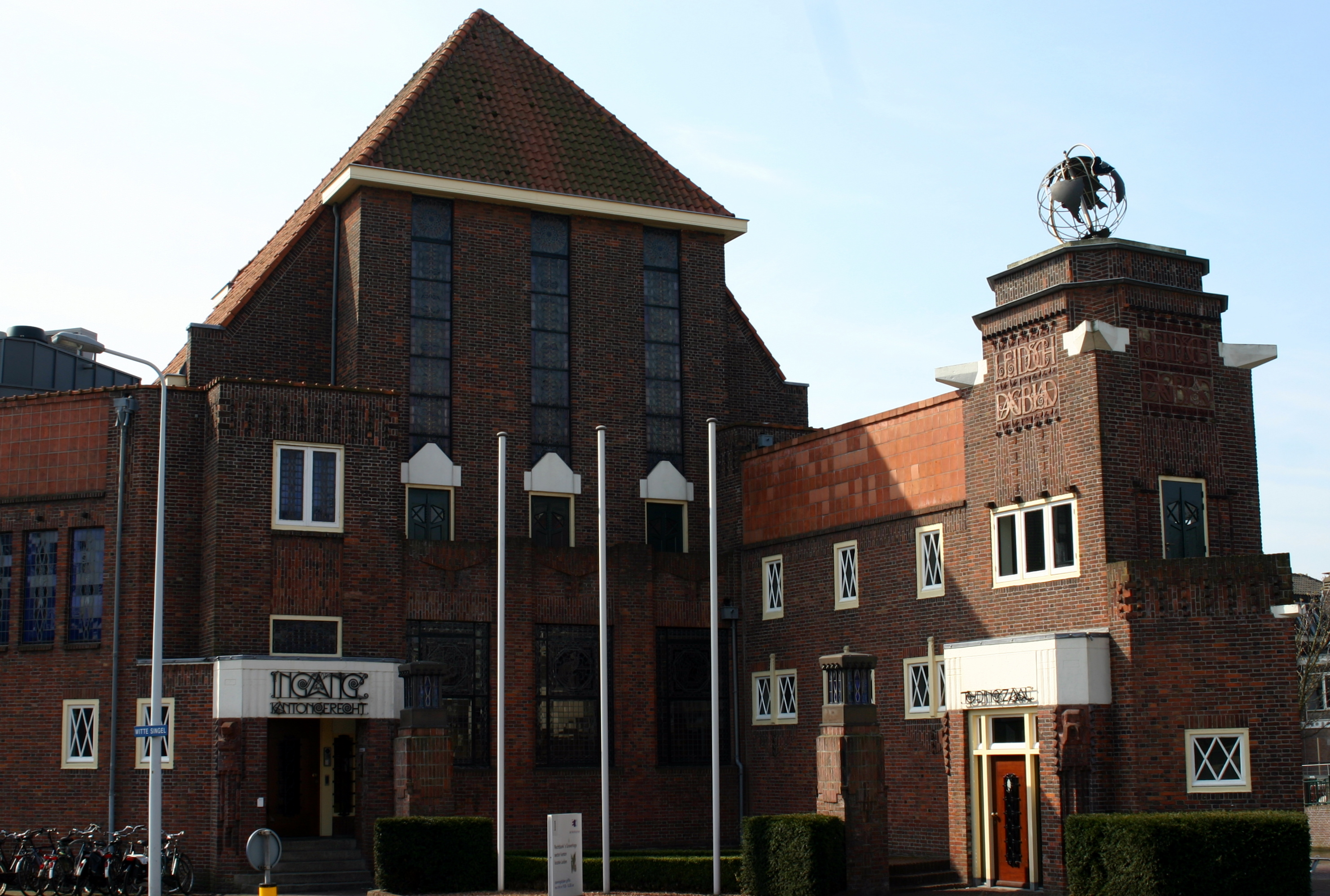
Gebouw Leidsch Dagblad 1917-1993, Witte Singel
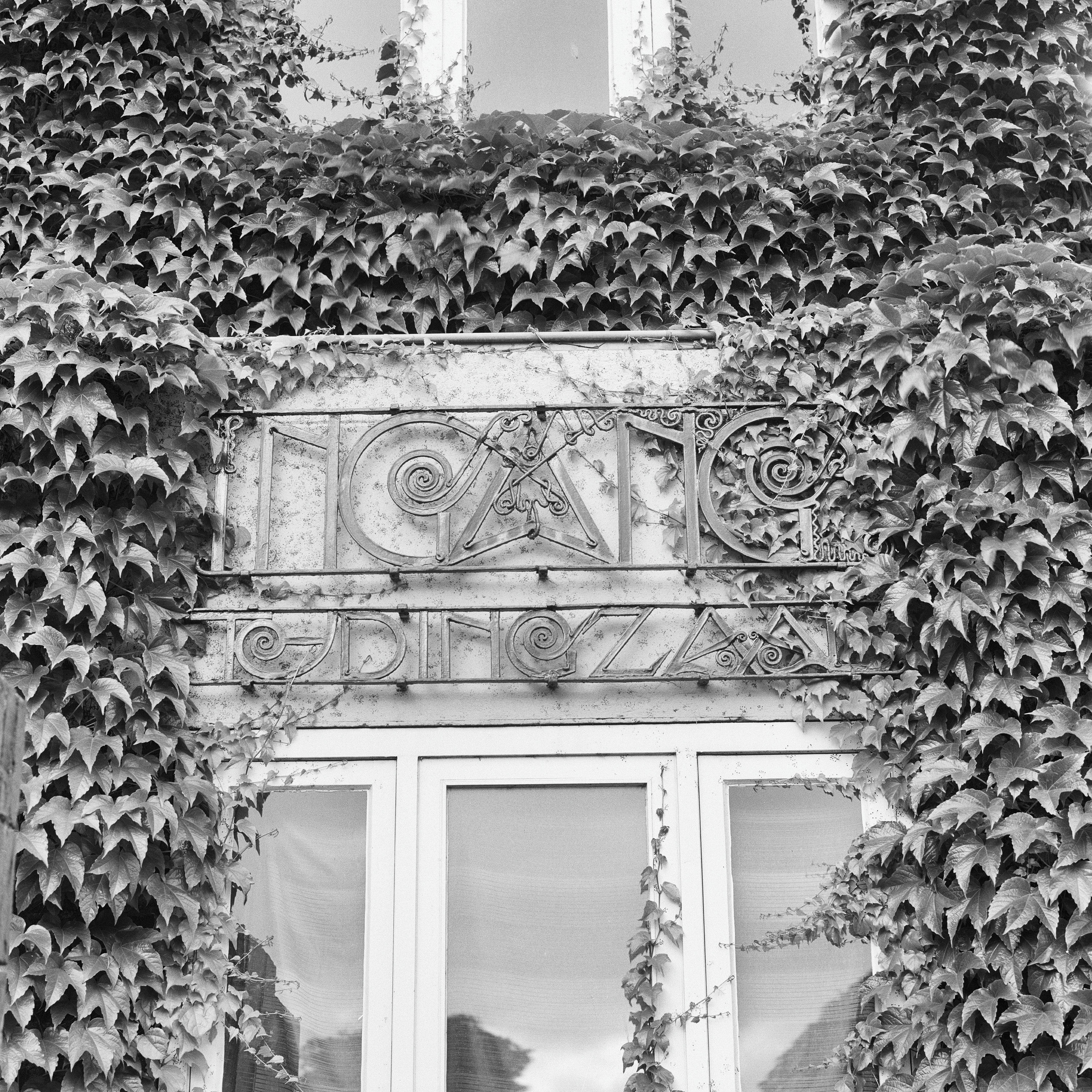
Ingang "Tijdingzaal", Witte Singel
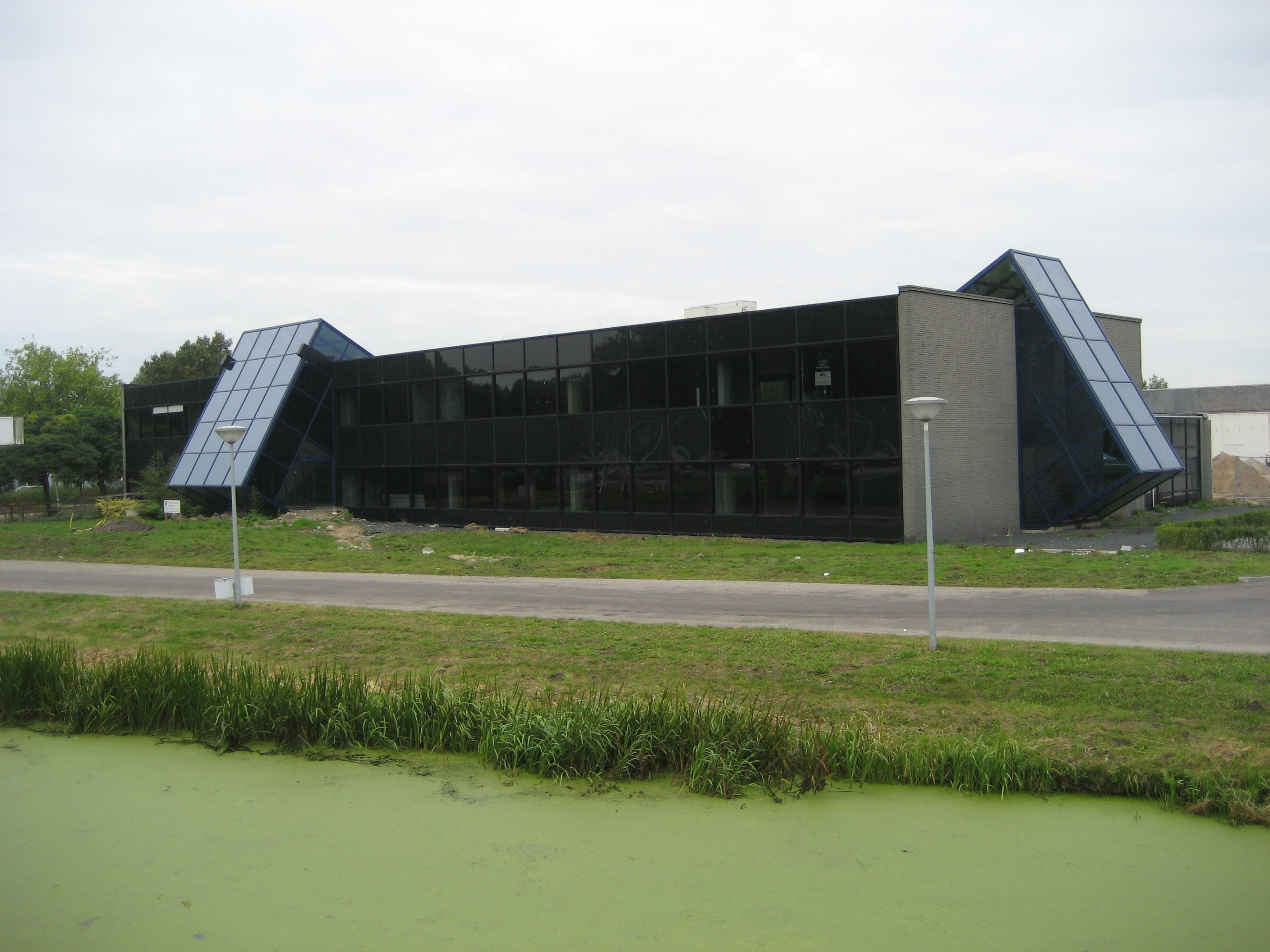
Leidsch Dagblad 1993-2008, Rooseveltstraat
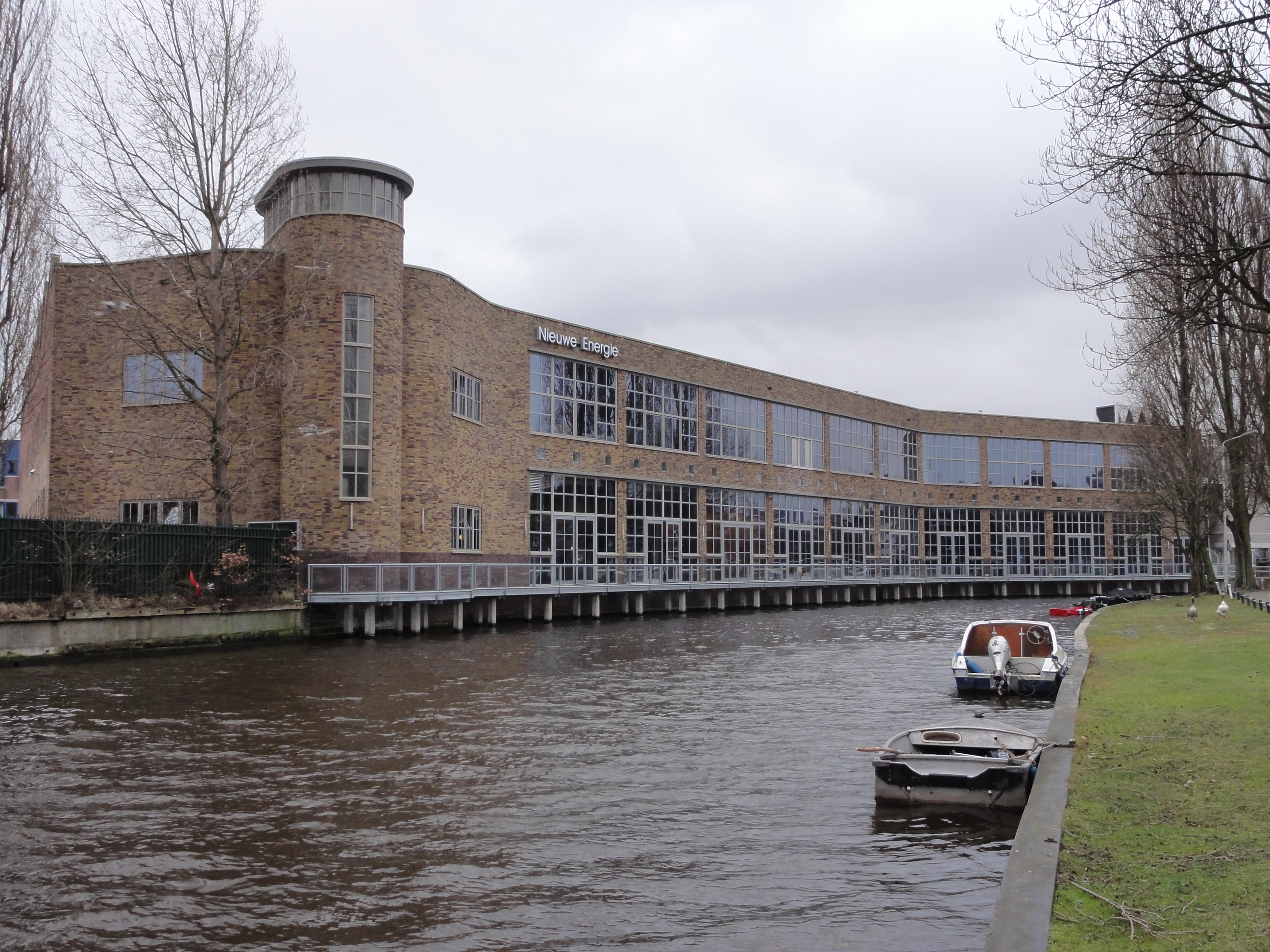
3e Binnenvestgracht (onderkomen redactie 2008-2015)

## Singelloop
Sinds 1976 organiseert het Leidsch Dagblad jaarlijks op een vrijdagavond in april de Leidse Singelloop. Deze hardloopwedstrijd van ruim 6 kilometer wordt gekenmerkt door laagdrempeligheid. Er doen meer dan 4000 lopers mee, onder wie veel schoolkinderen. De opbrengst gaat naar goede doelen in de regio.

## Bekende journalisten en columnisten
- Wim Brands (later Vrij Nederland en VPRO)
- Ton van Brussel (later VARA en NOS)
- Thomas Erdbrink (later NRC Handelsblad, Washington Post en New York Times)
- Hans Heestermans had van 1999 tot 2004 een taalrubriek
- Joop van der Horst had eveneens jarenlang een taalrubriek
- Cees van Hoore (later Haarlems Dagblad)
- Bart Jungmann (later de Volkskrant)
- Meindert van der Kaaij (later Trouw)
- Ariejan Korteweg (later de Volkskrant)
- Kees van der Malen (voorheen NRC Handelsblad)
- Har Meijer (huisarts, columnist en schrijver)
- Silvan Schoonhoven (later De Telegraaf)
- Jaap Visser (later de Volkskrant en Vrij Nederland)
- Thijs Zonneveld (later De Pers, NRC Handelsblad en Algemeen Dagblad)